# No Surrender (single van Kane)
No Surrender is een nummer van de Nederlandse rockband Kane uit 2009. Het is de eerste single van hun gelijknamige vijfde studioalbum.
Zanger Dinand Woesthoff, die het nummer schreef, zei erover: "No Surrender staat heel erg voor hoe wij die plaat hebben geprobeerd te maken: gevoel staat boven techniek en logica. Ik denk dat veel mensen verwacht hadden dat we met een uptempo knaller zouden komen, maar vanuit die optiek zijn we helemaal niet aan deze plaat begonnen". "We hadden altijd één grote wens," vult gitarist Dennis van Leeuwen aan. "Met z'n allen de studio in, aftikken en spelen. That's it." Dat aftikken deed Van Leeuwen dit keer zelf in plaats van drummer Joost Kroon. "Ik had een totale niet-drummer benadering en maak ook een fout halverwege. Die zit er gewoon in." Al bij de tweede take was het raak. "We lieten de baas van Universal de take horen en hij zei: dit moet je niet meer aanraken. Vervolgens hebben we een half jaar geprobeerd om over die take heen te komen, maar dat lukte niet meer", aldus Woesthoff. De tekst van "No Surrender" gaat over het overwinnen van obstakels en je eigen weg vinden. Woesthoff: "Ik kom op een leeftijd dat ik heel goed zelf dingen kan vinden over de weg die ik ga."
De bijbehorende videoclip is met dezelfde eigenwijze insteek gemaakt. "We hadden heel veel ideeën," aldus de zanger, "maar we wilden het dicht bij onszelf houden. We dachten: waarom doen we het niet gewoon in onze loods in Delft." Te zien zijn hun vriendinnen en vrienden. Heel naturel, zonder poespas. "Dat is onze plek, daar repeteren we en dat is wat je ziet."
Het nummer wist de 3e positie te behalen in de Nederlandse Top 40. Begin 2010 kwam er nog een liveversie van het nummer met actrice Carice van Houten uit.

## NPO Radio 2 Top 2000
| Nummer met noteringen in de NPO Radio 2 Top 2000 | '10 | '11 | '12 | '13 | '14 | '15  | '16  | '17  | '18  | '19 | '20  | '21  | '22 | '23  | '24  |
| ------------------------------------------------ | --- | --- | --- | --- | --- | ---- | ---- | ---- | ---- | --- | ---- | ---- | --- | ---- | ---- |
| No Surrender                                     | 178 | 331 | 627 | 690 | 624 | 1102 | 1510 | 1595 | 1944 | -   | 1856 | 1906 | -   | 1559 | 1910 |

1. ↑  Een '-' betekent dat het nummer niet was genoteerd en een vetgedrukt getal geeft de hoogste notering aan.
2. ↑  2010 was het eerste jaar met een notering voor dit nummer.